# Etohexadiol
Az etohexadiol (vagy ethohexadiol) ektoparazita elleni szer. Színtelen, olajos folyadék, rovarűzőszerként is használatos.

## Fordítás
Ez a szócikk részben vagy egészben a Etohexadiol című angol Wikipédia-szócikk ezen változatának fordításán alapul.  Az eredeti cikk szerkesztőit annak laptörténete sorolja fel. Ez a jelzés csupán a megfogalmazás eredetét és a szerzői jogokat jelzi, nem szolgál a cikkben szereplő információk forrásmegjelöléseként.